# Amata dilatata
Amata dilatata  là một loài bướm đêm thuộc phân họ Arctiinae, họ Erebidae.